# خالد جمیل
خالد جمیل (انگلیسی: Khalid Jamil؛ زادهٔ ۲۱ آوریل ۱۹۷۷) بازیکن فوتبال اهل کویت است.
از باشگاه‌هایی که در آن بازی کرده‌است می‌توان به باشگاه فوتبال بمبئی اشاره کرد.
وی همچنین در تیم ملی فوتبال هند بازی کرده‌است.